# Mastira tegularis
Mastira tegularis là một loài nhện trong họ Thomisidae.
Loài này thuộc chi Mastira. Mastira tegularis được Yajun Xu, Han & S. Q. Li miêu tả năm 2008.